# Hugo Norberto Santiago

Wappen von Hugo Norberto Santiago

Hugo Norberto Santiago (* 12. April 1954 in María Juana, Provinz Santa Fe, Argentinien) ist ein argentinischer Geistlicher und römisch-katholischer Bischof von San Nicolás de los Arroyos.

## Leben
Der Bischof von Rafaela, Héctor Gabino Romero, weihte ihn am 19. Dezember 1985 zum Priester.
Papst Benedikt XVI. ernannte ihn am 5. Dezember 2006 zum Bischof von Santo Tomé. Die Bischofsweihe spendete ihm der Bischof von Rafaela, Carlos María Franzini, am 19. März 2007; Mitkonsekratoren waren Francisco Polti Santillán, Bischof von Santiago del Estero, und Alcides Jorge Pedro Casaretto, Bischof von San Isidro.
Papst Franziskus ernannte ihn am 21. September 2016 zum Bischof von San Nicolás de los Arroyos. Die Amtseinführung fand am 11. November desselben Jahres statt.